# Synagoge (Poppelsdorf)

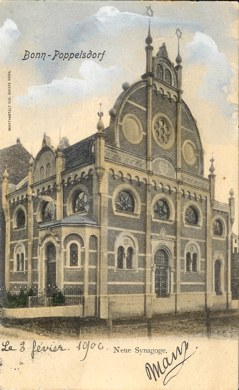
Ansichtskarte mit der Synagoge in Poppelsdorf (um 1905)

Die Synagoge in Poppelsdorf, einem Stadtteil von Bonn in Nordrhein-Westfalen, wurde 1901/02 erbaut und befand sich an der Kreuzung Bennauerstraße und Jagdweg.
Die Synagoge wurde nach Plänen des Bonner Architekten Wilhelm Weinreis (1872–1906) im maurischen Stil errichtet. Vorbild war die Bonner Synagoge von 1878/79. Die feierliche Einweihung fand im Mai 1902 statt. Die Synagoge bot circa 100 Männern und 65 Frauen auf der Empore Platz.

## Zeit des Nationalsozialismus
Am 10. November 1938 setzten nationalsozialistische Gewalttäter die Synagoge in Brand; die Inneneinrichtung wurde mit Benzin übergossen und angezündet. Das Gebäude brannte aus und die Ruine wurde ein halbes Jahr später abgetragen.

## Gedenken

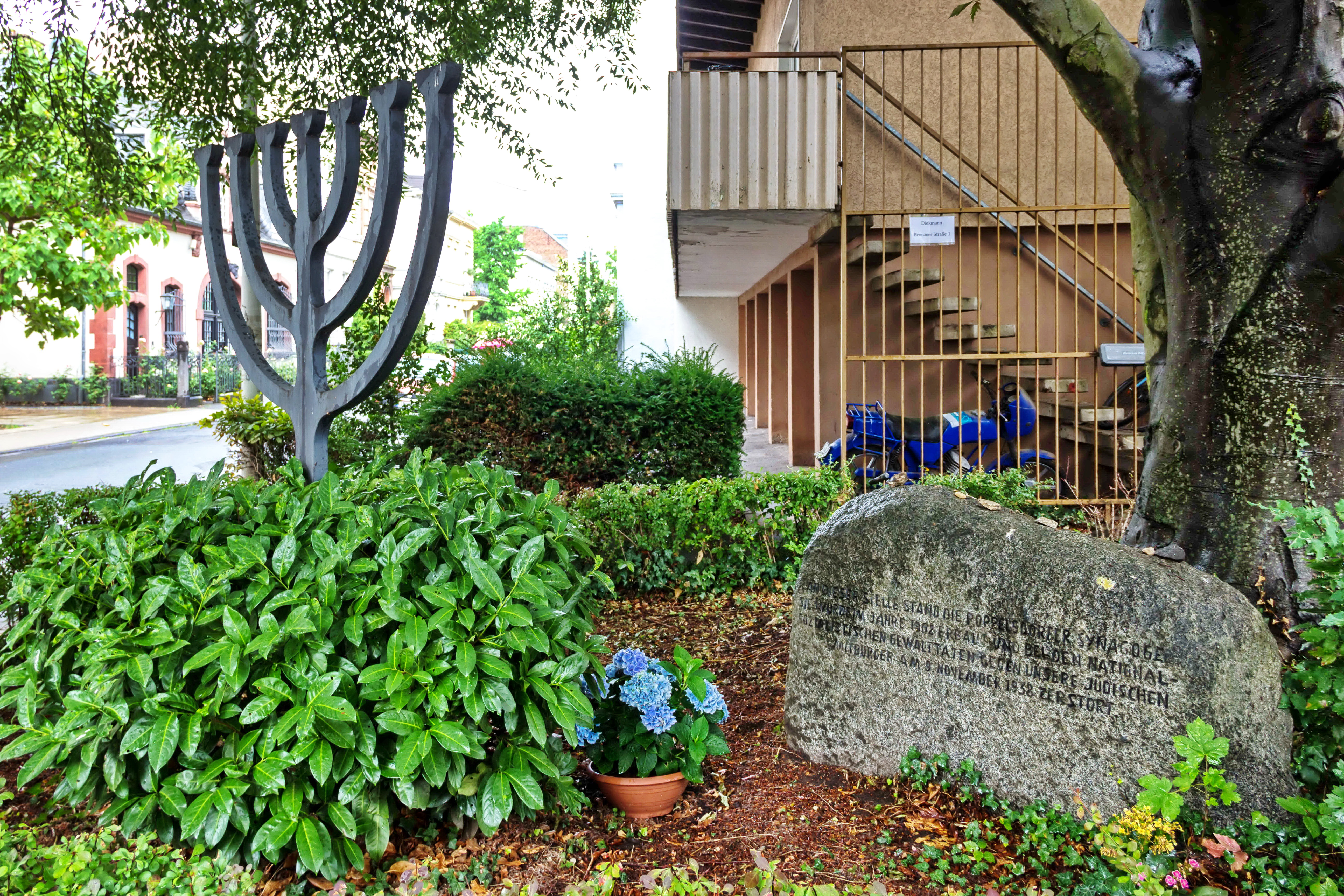
Gedenkstein und Menora

Die Inschrift des 1963 aufgestellten Gedenksteins lautet: „An dieser Stelle stand die Poppelsdorfer Synagoge. Sie wurde im Jahre 1902 erbaut und bei den nationalsozialistischen Gewalttaten gegen unsere jüdischen Mitbürger am 9. November 1938 zerstört.“
Am 9. November 1988 wurde am Standort der Synagoge neben dem Gedenkstein ein Mahnmal in Form einer stählernen Menora errichtet.